# Julia Debitzki
Julia Debitzki (* 25. Juni 1991 in Duisburg) ist eine deutsche Fußballspielerin, die bei der SGS Essen unter Vertrag steht.

## Karriere

### Verein
Debitzki begann beim TuS Asterlagen mit dem Fußballspielen und wechselte später die Jugendabteilung des FCR 2001 Duisburg. Mit den B-Juniorinnen des FCR gewann sie 2007 nach einem 1:0-Finalerfolg gegen Bayern München die deutsche Meisterschaft. Zur Spielzeit 2007/08 rückte die Mittelfeldspielerin in den Kader der Zweitligamannschaft auf, für die sie in dieser Saison 14 Spiele bestritt. Im Sommer 2008 wechselte sie zur SG Wattenscheid 09 in die 2. Bundesliga Süd, schloss sich jedoch nach nur einem Jahr dem Erstligisten SC 07 Bad Neuenahr an. Für Bad Neuenahr gab sie am 1. Spieltag der Saison 2009/10 ihr Bundesligadebüt: beim 2:0-Auswärtserfolg bei Tennis Borussia Berlin wurde sie in der 88. Minute für Claudia Kalin eingewechselt. Im Sommer 2011 kehrte Debitzki schließlich nach Duisburg zurück, wo sie zunächst dem Kader der zweiten Mannschaft angehörte und zur Saison 2012/13 zusätzlich in den Erstligakader aufrückte. Zur Saison 2021/22 wechselte Julia Debitzki zur SGS Essen.

### Nationalmannschaft
Debitzki bestritt zwischen 2006 und 2009 insgesamt zwölf Partien für Juniorenauswahlen des Deutschen Fußball-Bundes. 2008 gewann sie mit der deutschen U-17-Nationalmannschaft die Europameisterschaft 2008 und erreichte im selben Jahr den dritten Platz bei der Weltmeisterschaft in Neuseeland. Sie blieb bei beiden Turnieren jedoch ohne Einsatz.

## Erfolge
- Deutsche B-Juniorinnen-Meisterin 2007
- U-17-Europameisterin 2008
- Dritte der U-17-Weltmeisterschaft 2008